# رودمعجن
رودمَعجَن به گویش کوهسرخی: رُذمَهجَن یا رُی مَهجَن روستایی در شمال‌غرب شهرستان تربت حیدریه در استان خراسان رضوی است. روستای رودمعجن در ۴۸ کیلومتری شمال‌غرب شهر تربت حیدریه و در بخش بایگ قرار دارد. این روستا یک منطقهٔ کوهستانی با رودخانهٔ پرآب و آبشار بلند و کوه‌های مرتفع از مناطق مناسب گردشگری است.

## در قدیم
در گزارش ارتش شاهنشاهی ایران حدود هفتاد سال پیش روستای «رودمَعْجَن» چنین معرفی شده‌است: «دهی است از دهستان بایگ بخش حومهٔ شهرستان تربت حیدریه واقع در ۴۷ هزارگزی شمال غربی تربت حیدریه و ۲۲ هزارگزی شمال راه شوسهٔ عمومی تربت به کاشمر. کوهستانی است و هوایی سرد دارد. سکنه آن ۳۳۵ تن است و آبش از قنات و رودخانه تأمین می‌شود. محصولات مهم آن غلات و پنبه و شغل اهالی زراعت و کرباس و قالیچه‌بافی است. آبشار رودمَعْجَن در چهار هزار گزی این ده واقع است که ۱۸ گز ارتفاع دارد».

## امروز
رودمعجن در ۴۸ کیلومتری شمال غرب تربت حیدریه در بخش بایگ واقع است. رودمعجن در منطقهٔ آب و هوایی معتدل واقع است و به جهت واقع شدن میان چند رشته کوه بلند تابستانی خنک و زمستانهای سرد وپر برف دارد.
روستا در میان دره‌ای عمیق با کوه‌های بلند واقع شده و بر دو طرف رودخانهٔ دائمی واقع شده‌است. بخش عمدهٔ ده در کنارهٔ غربی رود و بخش کمتر در بخش شرقی آن قرار دارد. در شمال روستا سه رشته کوه بلند هست که زمینهای کشاورزی و حاصلخیز در دو دشت پشت این رشته کوه‌ها از غرب به شرق امتداد یافته‌است. در پشت آخرین رشته کوه روستای کدکن در جلگهٔ زاوه قراردارد. رودخانه از میان تنگل‌های بلند به سمت جنوب حرکت می‌کند و به زمینهای روستای علی‌آباد و ازغند و زمین‌های دشت محولات می‌ریزد. روستاهای همسایهٔ رودمعجن عبارتند:
از شمال کدکن و گل‌بوی، از شرق رزگ و بایگ، از جنوب شرق فدیهه و قلعه جوق، از غرب حصار و نامق، از جنوب ازغند و علی‌آباد و سلطان آباد.

## ریشه‌شناسی نام روستا
اهالی خود روستا و روستاهای همجوار نام روستا را «رُذمهجن» و «روی‌مهجن» تلفظ می‌کنند. در اسناد محلی مانند قابله‌ها و قراردادهای خرید و فروش دورهٔ قاجار غالباً به املای «رودمهجن» آمده‌است. در اسناد دورهٔ قاجار عمدتاً به همین صورت نوشته می‌شده‌است.
قدیمترین سند موجود مربوط به سال ۱۲۵۴ ه‍.ق (۱۲۱۷ شمسی / ۱۸۳۸ میلادی) یعنی ۱۷۸ سال پیش به صورت رودمهجن نوشته شده‌است. هنوز در برخی سنگ قبرهای قدیمی نیز «رودمهجنی» در دنبالهٔ نام بسیاری از وفیات موجود است.هر چند ممکن است این نوشته روی سنگ قبر به خاطر خطای سهوی باشد، یا تلفظ با «هاء» به جای «عین» احتمالاً به خاطر سهولت در تلفظ باشد چنان‌که در محاوره‌های عمومی مردم این روستا واژگانی وجود دارد که به خاطر سهولت تلفظ حرف را تبدیل به حرفی دیگر می‌کنند.
اما از پایان دورهٔ قاجار املای «رودمهجن» به «رودمعجن» تغییر یافته‌است.. ممکن است «رودمهجن» شکل دگرگون‌شدهٔ «رودماه‌جان» و «رودماهگان» باشد.

## آب‌وهوا
با توجه به کوهستانی بودن منطقه، روستای رودمعجن دارای زمستان‌هایی سرد و تابستان‌هایی گرم و خشک است، ولی به‌دلیل وجود رودخانه در مرکز روستا و وجود باغ‌های سرسبز و کشتزارها و مزارع سرسبز و چشمه‌های فراوان از آب و هوای نسبتاً معتدل برخوردار است و از جمله معدود روستاهای خوش آب و هوای شهرستان تربت حیدریه به‌شمار می‌آید به همین خاطر این روستا سالانه پذیرای صدها گردشگر از راه دور و نزدیک است.
هرگاه نام رودمعجن بر زبان آید، بی‌درنگ چشمه‌های سرد، آب‌وهوای پاک، کوچه‌باغها و رودخانهٔ پرآب میان تنگه‌های سربه‌فلک‌کشیده، مزارع سرسبز و آبشار بلند با صدای مهیب آب، باغ‌های میوه و مناظر طبیعی و فرح‌بخش در ذهن بیننده تداعی می‌شود.

## جمعیت
بر اساس سرشماری عمومی نفوس مسکن در سال ۱۳۹۵  جمعیت این روستا ۶۶۲ نفر در ۲۸۸ خانواده بوده که از این تعداد ۳۰۶  نفر مرد و ۳۵۶ نفر زن بوده اند

## جا های دیدنی
- آبشار رودمعجن
آبشار رود معجن آبشاری ۲۸ متری است که طی بیشتر روز های سال، جاری و روان است. این آبشار پس از فرو ریختن از کوه و مصرف توسط مزارع، به رودخانه حصار می رسد.[۳]
- غار های پشت آبشار

به تازگی نیز در اطراف آبشار رودمعجن غار های یافت و کشف شده که از گردشگاه های این روستاست.
- نقش شتر سنگی

نقش شتر سنگی در تنگه پایین‌تر از روستا نیز یکی از مناطق گردشگری است. افسانه‌های جالبی درمورد این نقش سنگی از زبان قدیمی‌ های روستا نقل می‌شود. بنا بر افسانه‌ای کهن شتری که در پی بچه اش بود ه در سنگلاخهای بالای کوه می‌ماند و از خدا می‌خواهد که به سنگ تبدیلش کند.
- قلعه‌های کهن تاریخی

در اطرف رودمعجن آثار بازمانده از دو قلعهٔ کهن قدیمی وجود دارد یکی حصار زندگانی در دشت دربی در فاصلهٔ ۱۰ کیلومتری شمال شرق رودمعجن است. دیگری در فاصلهٔ چهار کیلومتری جنوب روستا در چشمه پاش که به «سر قلعه» مشهور است.

## فراورده‌های کشاورزی
رودمعجنیها از قدیم به کشت گندم و جو، و حبوبات و نیز کشت و برداشت گردو، بادام، آلوچه، آلو، گیلاس، سیب و گلابی و انگور مشغول بوده‌اند.
تولید چوب سفیدار و چنار برای مصارف ساختمانی و صنعتی از دیرباز در رودمعجن رایج بوده‌است.
از دیگر مشاغل مردم این روستا قالی‌بافی و تولید ابریشم است. در سال‌های اخیر عسل رودمعجن نیز از مقبولیت بسزایی برخوردار شده‌است.

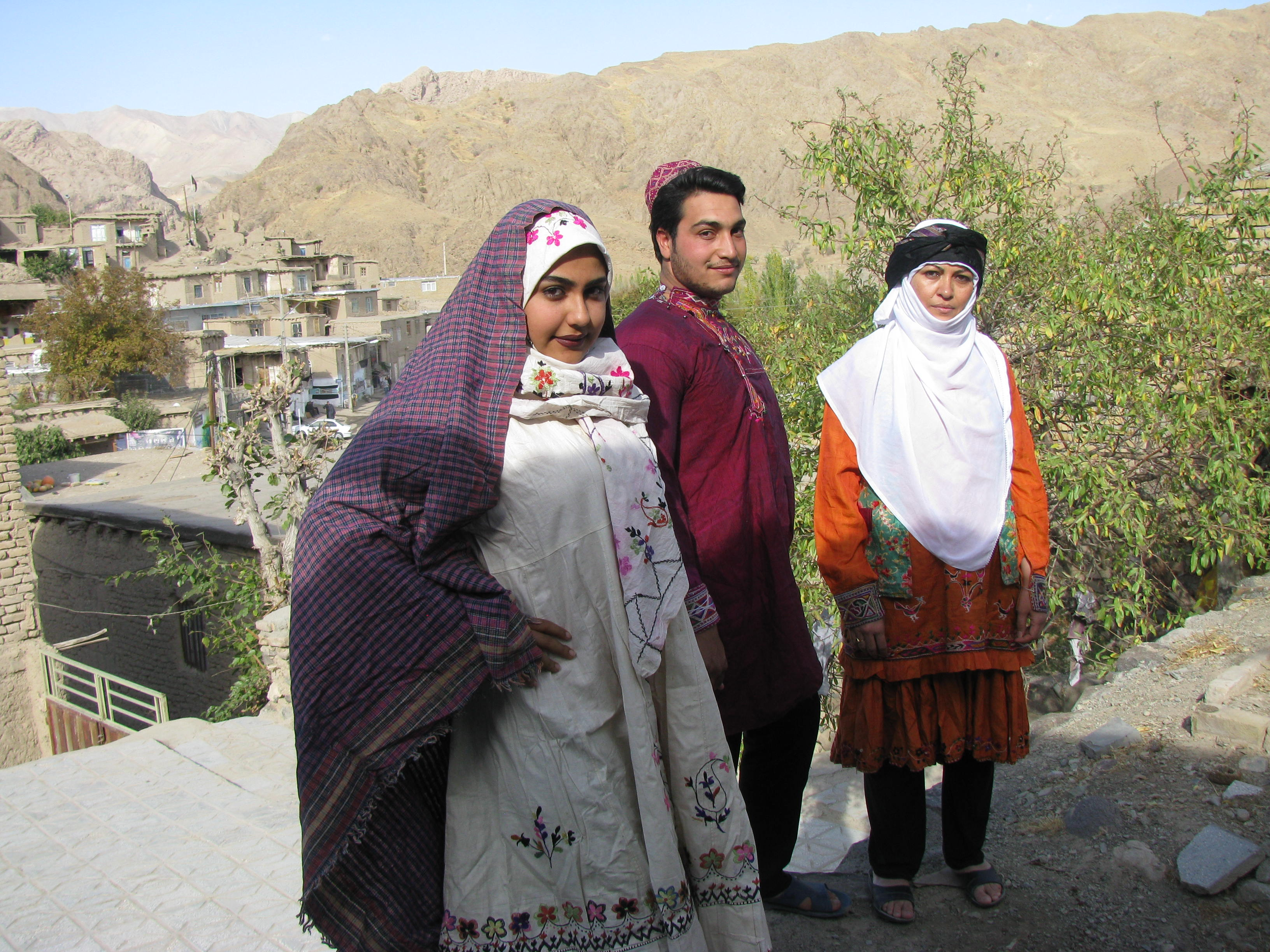
رودمهجنی‌ها در جامهٔ سنتی

## جامهٔ سنتی رودمهجنی دورهٔ قاجار
پوشش سنتی رودمهجنی همان پوشاک خراسانی قدیم است. مردان مسن شال سفید که شکرآویزش به پشت سر آویزان بود دور سر می‌پیچیدند و پیراهنی سپید باجلیقهٔ سیاه. در زمستان نیز لباده بلند می‌پوشیدند. جوانها عموماً کلاه نمدی بر سر داشتند با پیراهن سپید و تنبان سیاه. لباس زنان نیز که در عکسهای زیر آمده‌است روسری سپید با شالی سیاه بر گرد سر و پیراهنی چین دار در رنگهای شاد.

## اقامتگاه بوم گردی
اولین اقامتگاهِ بوم گردی روستایِ گردشگریِ رودمَعجَن در اسفندماه ۱۳۹۶ به بهره‌برداری رسید. این اقامتگاه دارای اتاق‌هایی برای اقامت، تنور هیزمی و محل بخت آتشی و همچنین موزه مردم‌شناسی می‌باشد.

## نام مناطق اطراف رودمعجن
نامگذاری دقیق کل منطقه:
1. اَفقی،
2. اُو حسن‌آباد (اب حسن‌آباد)
3. اُو شور (آبشار)
4. آغال غرپچی
5. آغال گوُ (آغُل گاو)
6. باغای تروسی
7. باغای تنگی
8. باغای ته‌رُی
9. باغای حیتا
10. باغای دسته گنج
11. باغای غروتی
12. باغای گوَرَ (گاواره: گلهٔ گاو)
13. باغای گورسار
14. باغای سرتِغ
15. بزهٔ گو آهک (گود آهک)
16. بَزَهٔ آغال چرخ
17. بَزَهٔ آغال سنقره
18. بَزَهٔ آغال گورگ
19. بَزَهٔ بلُچ
20. بَزَهٔ تنور
21. بَزَهٔ جینگل
22. بَزَهٔ دوُگلوُ
23. بَزَهٔ رباط
24. بَزَهٔ سفد زندگَنئ
25. بَزَهٔ سفد
26. بَزَهٔ سنگو
27. بزه سوز
28. بَزَهٔ علی‌نوروز
29. بَزَهٔ قیَقی
30. بَزَهٔ کشمیری
31. بَزَهٔ مرو
32. بَزَهٔ یاغوبعلی
33. البل
34. بیدسوخته
35. پای چاه
36. باغ کاظیم
37. پوال حممی
38. پوال تقی دلاک
39. پوال خروسی
40. پی تُروس
41. پی خش
42. پی زرد
43. پی سوفَ
44. پی سوم
45. تغدرَ
46. تک تریخی
47. تگو سنگ زور
48. تنگل راست
49. توشمِه پاش
50. توشمهِ لالا
51. توشمی کِلگی
52. تی دق
53. تینگلوک
54. چرریواچ (چهار ریواس)
55. چشمه سوزی،
56. دربی،
57. درخت چنار،
58. درشره،
59. دم دوکلی،
60. ده نو
61. زندگَنئ
62. سر بَزَه
63. سراستنه (سرآستانه)
64. سر پوشت
65. سر تینگل
66. سر دَوُش
67. سر قلعَه
68. سورخی
69. سیلاخ کون عمر
70. غلورگاه (قلاوورگاه)
71. غورغنجَه
72. . قطر بد (قطار بید)
73. کال عنّاب
74. کلاته چهل خر
75. کلاته عباس
76. کلاته علی
77. کلاته کلبه علی‌محمد
78. کل عندر
79. کمر سفد
80. کمر قوچو
81. کهنگو
82. گُگدرَ
83. گو قلعَی-هنوَری
84. مُرخو
85. مینجی روی
86. الودر
87. ولنگ آقال مش
88. ولنگ علی
89. ولنگ میّو
90. هشت خنگو
91. بزهٔ سنگو (بازهٔ سنگ آب)
92. بوتهٔ انجیر
93. پوال خروسی
94. تینگل راست
95. رَف غنی
96. زُو تقو
97. شور دُن پیرزن
98. گردنه دِسعوم بِسعوم

## نگارخانه

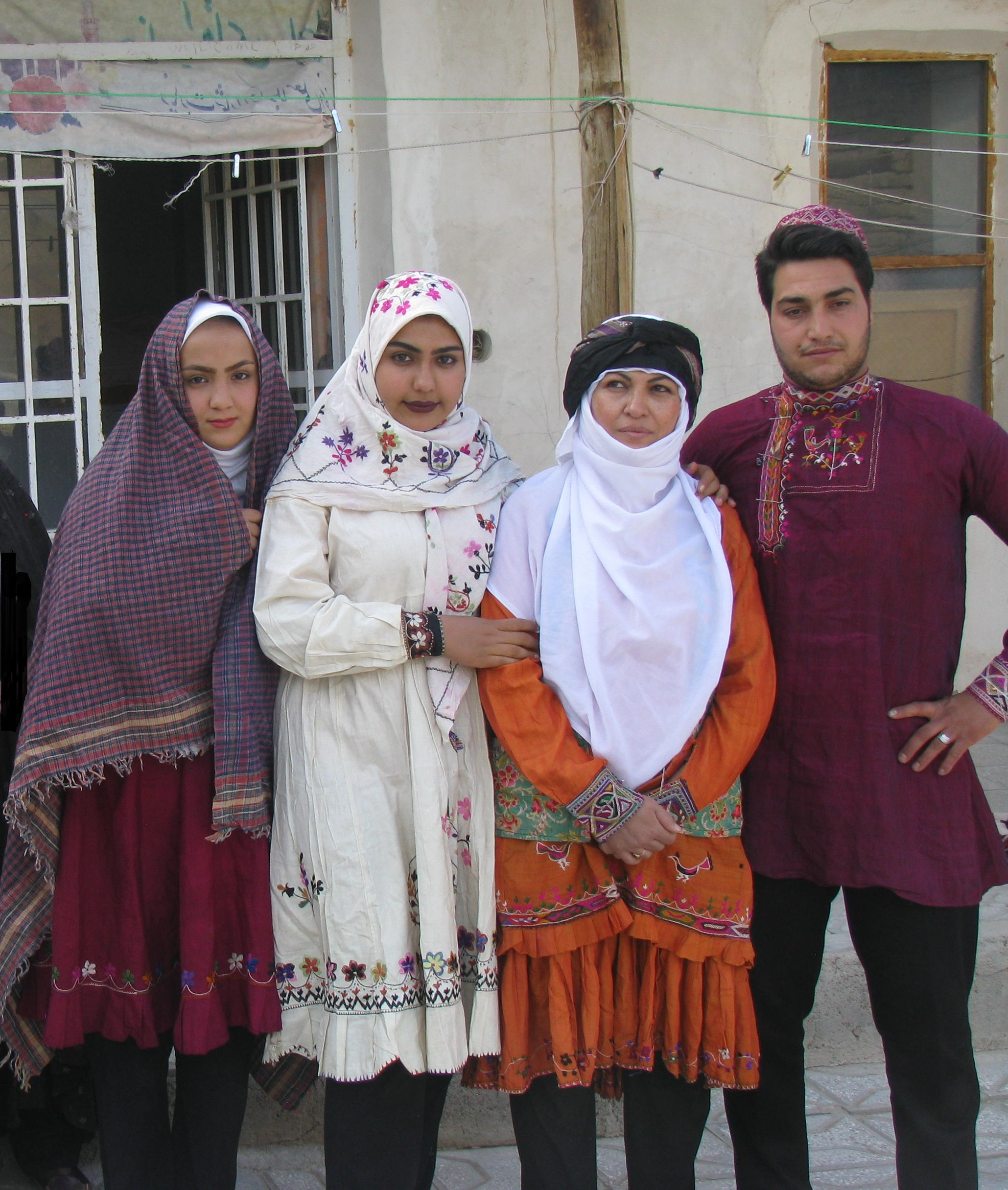
جامه سنتی رودمعجن
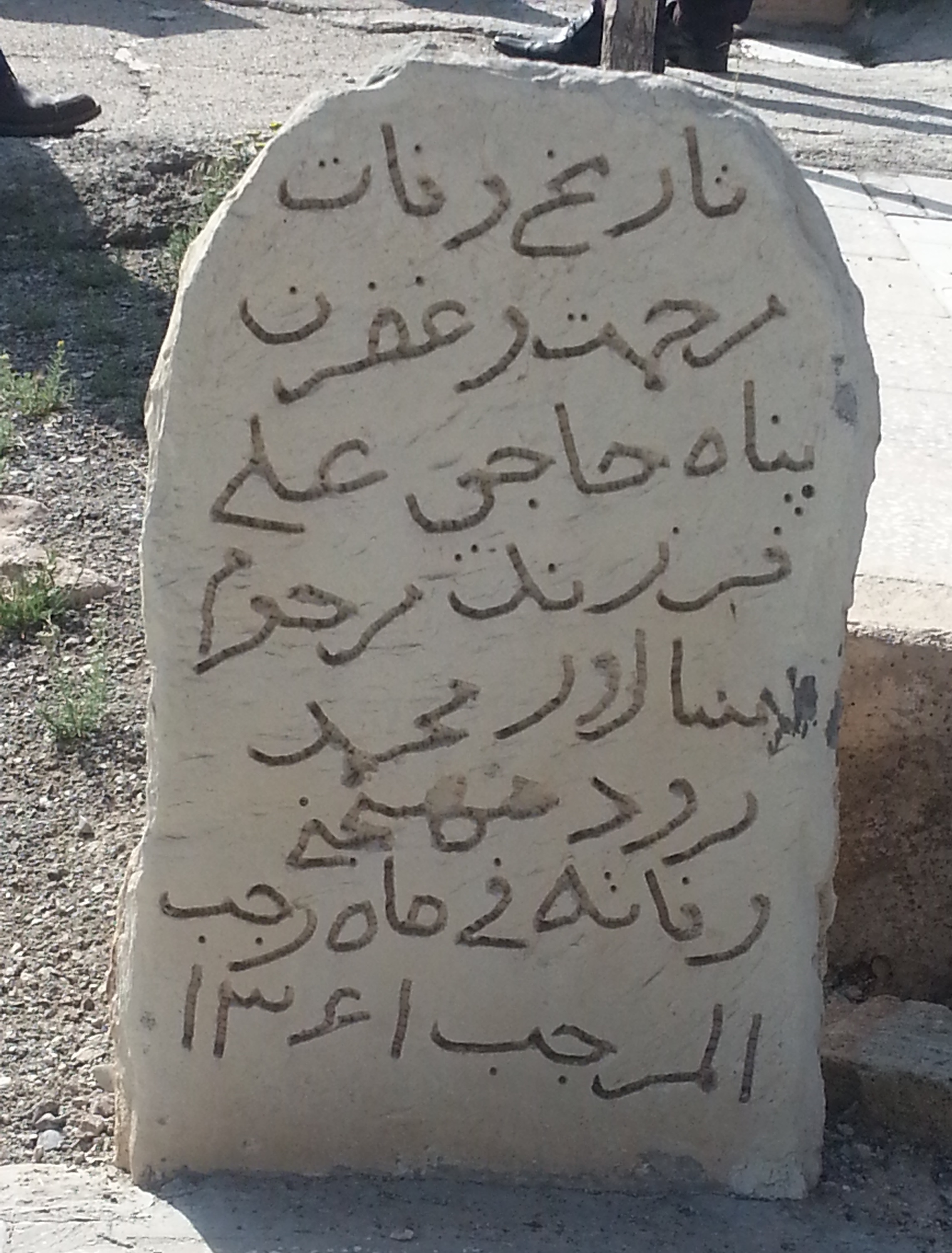
یک گورسنگ در رودمعجن
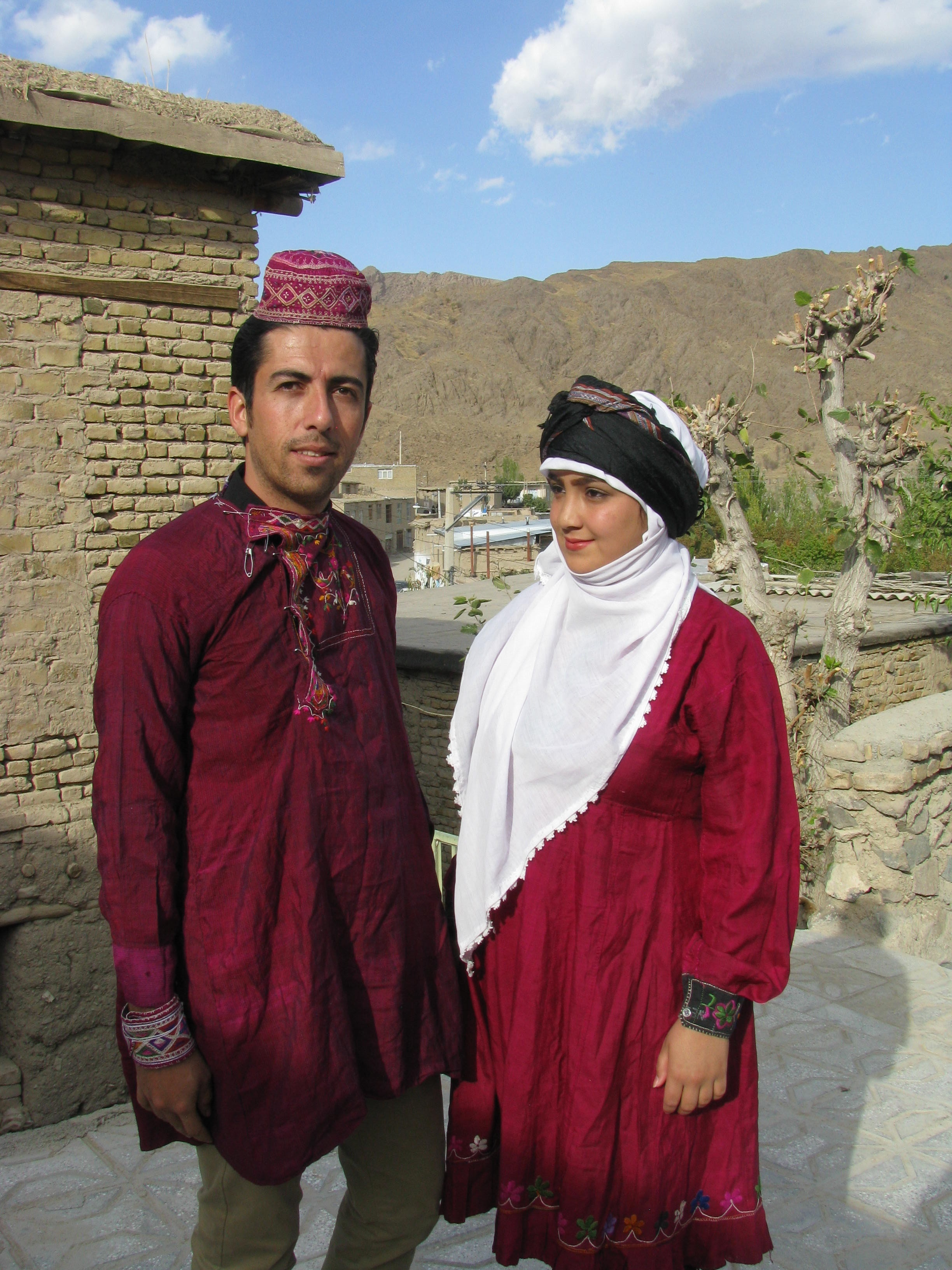
جامه سنتی رودمعجن
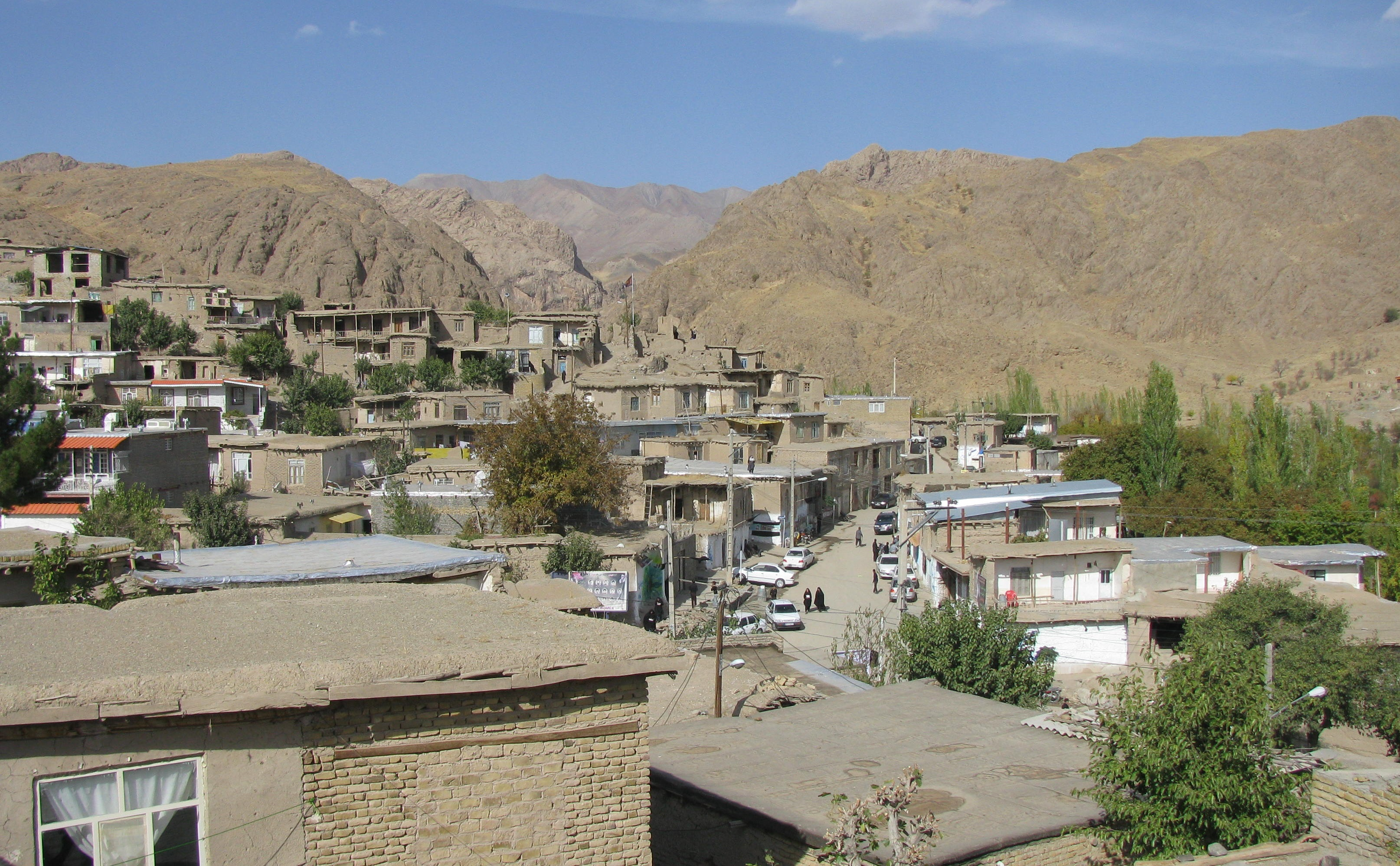
نمای جنوبی روستا